# Unidos do Varjão
Associação Recreativa e Cultural Unidos do Varjão é uma escola de samba brasileira, sediada em Varjão, no Distrito Federal.

## História
Fundada em 23 de junho de 2009, a Unidos do Varjão, foi criada por iniciativa dos moradores da região administrativa do Varjão. A Unidos do Varjão, tem como objetivos estatutários a cultura, o esporte e lazer, a educação, o meio ambiente e o Carnaval.
Em 2010, a Unidos do Varjão estreou no Carnaval Oficial do DF, como pleiteante em desfile amistoso, com o Tema-Enredo "Sou Verde e Branco, Natureza e Paz, Comunidade, Raça e Paixão, Muito Prazer Sou Varjão".
Em 2011, o desfile dos Blocos de Enredo foi assumido pela LIBESA e a Unidos do Varjão, como o Tema "Maria Guerreira Bonita, A Flor do Cangaço no Jardim da Mulher Brasileira" ficou com o terceiro lugar .
No Carnaval de 2012, já filiada à União das Escolas de Samba e Blocos de Enredo do Distrito Federal - UNIESBE, entidade máxima do Carnaval do DF, a Unidos do Varjão foi a grande campeã, na categoria Blocos de Enredo, com o Tema-Enredo "O Mito do Calango Voador" em alusão ao Grupo Seu Estrelo e o Fuá do Terreiro. Além de ganhar o status de Escola de Samba, passa a compor o Grupo de Acesso (2ª Divisão) para o Carnaval 2013.

## Segmentos

### Presidentes
| Nome                | Mandato        | Ref. |
| ------------------- | -------------- | ---- |
| Manuel Caldas Veras | ? - atualidade |      |

### Diretores
| Ano  | Diretor de Carnaval | Diretor de harmonia | Mestre de bateria  | Ref.  |
| ---- | ------------------- | ------------------- | ------------------ | ----- |
| 2014 | Carlos Pereira      | Wallace Palhares    | Marcelo (Pica Pau) | [ 2 ] |
| 2015 |                     |                     |                    |       |

### Coreógrafo
| Ano  | Nome | Ref. |
| ---- | ---- | ---- |
| 2014 |      |      |
| 2015 |      |      |

### Casal de Mestre-sala e Porta-bandeira
| Ano  | Nome            | Ref. |
| ---- | --------------- | ---- |
| 2014 | Flavinho e Cris |      |
| 2015 |                 |      |

### Corte de bateria
| Ano  | Rainha   | Madrinha | Ref.  |
| ---- | -------- | -------- | ----- |
| 2014 | Gilmaria | Erica    | Carol |
| 2015 |          |          |       |

## Carnavais
| Ano  | Colocação | Grupo            | Enredo                                                                                     | Carnavalesco | Ref   |
| ---- | --------- | ---------------- | ------------------------------------------------------------------------------------------ | ------------ | ----- |
| 2010 | Aprovada  | Pleiteante       | Sou Verde, Branco, Natureza e Paz. Sou Comunidade, Raça e Paixão. Muito Prazer, Sou Varjão | Ione Coelho  | [ 3 ] |
| 2011 | 3º Lugar  | Blocos de Enredo | Maria Guerreira Bonita: A Flor do Cangaço no Jardim da Mulher Brasileira                   | Ione Coelho  | [ 4 ] |
| 2012 | Campeã    | Blocos de Enredo | O Mito do Calango Voador Intérprete:Luciano Calazans                                       | Ione Coelho  |       |
| 2013 | 7º Lugar  | Grupo de Acesso  | Varjão do Torto Tem Treze Letras' ' Intérprete:Luciano Calazans                            | Ione Coelho  | ,     |
| 2014 | 3º Lugar  | Grupo de Acesso  | O Pequeno Príncipe no Planeta Carnaval Intérprete:Luciano Calazans                         | Ione Coelho  |       |